# ولادیمیروواتس
ولادیمیروواتس (به صربی: Vladimirovac) یک منطقهٔ مسکونی در صربستان است که در Alibunar Municipality واقع شده‌است. ولادیمیروواتس ۴٬۱۱۱ نفر جمعیت دارد و ۱۴۶ متر بالاتر از سطح دریا واقع شده‌است.